# Discografia di Pixie Lott

## Album
| Anno | Titolo                                                                  | Classifiche | Classifiche | Classifiche | Classifiche | Classifiche | Classifiche | Classifiche | Classifiche | Classifiche | Classifiche | Certificazioni  | Vendite        |
| Anno | Titolo                                                                  | UK          | IRE         | NL          | BEL         | AUT         | SWI         | DEN         | FRA         | EU          | NZ          | Certificazioni  | Vendite        |
| ---- | ----------------------------------------------------------------------- | ----------- | ----------- | ----------- | ----------- | ----------- | ----------- | ----------- | ----------- | ----------- | ----------- | --------------- | -------------- |
| 2009 | Turn It Up - Pubblicato: 18 settembre 2009 - Etichetta: Mercury         | 6           | 18          | 92          | 70          | 73          | 49          | 16          | 60          | 24          | 30          | - UK: 2xPlatino | - UK: 600.000+ |
| 2011 | Young Foolish Happy - Pubblicato: 14 novembre 2011 - Etichetta: Mercury | 18          | 33          |             |             |             |             |             |             |             |             | - UK: Gold      | - UK: 100.000+ |

## Singoli
| Anno | Titolo                   | Classifiche | Classifiche | Classifiche | Classifiche | Classifiche | Classifiche | Classifiche | Classifiche | Classifiche | Classifiche | Classifiche | Classifiche | Classifiche | Classifiche | Classifiche | Album               |
| Anno | Titolo                   | UK          | IRE         | EU          | AUS         | BEL (FIA)   | BEL (VAL)   | NL          | NZ          | DEN         | FRA         | SWI         | SWE         | GER         | SPA         | AUT         | Album               |
| ---- | ------------------------ | ----------- | ----------- | ----------- | ----------- | ----------- | ----------- | ----------- | ----------- | ----------- | ----------- | ----------- | ----------- | ----------- | ----------- | ----------- | ------------------- |
| 2009 | Mama Do (Uh Oh, Uh Oh)   | 1           | 13          | 5           | 55          | 22          | 30          | 15          | 19          | 8           | 10          | 34          | 27          | 37          | 23          | 47          | Turn It Up          |
| 2009 | Boys and Girls           | 1           | 4           | 10          | 67          | 53          | 68          | —           | —           | 39          | —           | —           | —           | —           | —           | —           | Turn It Up          |
| 2009 | Cry Me Out               | 12          | 31          | 38          | —           | —           | —           | —           | —           | 4           | —           | 66          | —           | —           | 40          | —           | Turn It Up          |
| 2010 | Gravity                  | 20          | 42          | 57          | —           | —           | —           | —           | —           | —           | —           | —           | —           | —           | —           | —           | Turn It Up          |
| 2010 | Turn It Up               | 11          | 20          | 40          | —           | —           | —           | —           | —           | —           | —           | —           | —           | —           | —           | —           | Turn It Up          |
| 2010 | Broken Arrow             | 12          | 30          | 40          | —           | —           | —           | —           | —           | —           | —           | —           | —           | —           | —           | —           | Turn It Up Louder   |
| 2011 | All About Tonight        | 1           | 10          | —           | —           | —           | —           | —           | —           | —           | —           | —           | —           | —           | —           | —           | Young Foolish Happy |
| 2011 | What Do You Take Me For? | 10          | 9           | 20          | —           | —           | —           | —           | —           | —           | —           | —           | —           | —           | —           | —           | Young Foolish Happy |
| 2012 | Kiss the Stars           | 8           | 8           | —           | —           | —           | —           | —           | —           | —           | —           | —           | —           | —           | —           | —           | Young Foolish Happy |